# Blancanieves
Blancanieves è un film muto del 2012 diretto da Pablo Berger, tratto dalla celebre novella dei fratelli Grimm. Raccontato in chiave gotico-drammatica, è ambientato nell'Andalusia degli anni venti.

## Trama
Andalusia, anni venti: Carmen, figlia di un ex torero paralitico e di una cantante morta dandola alla luce, viene allevata dalla nonna danzatrice di flamenco. Alla sua morte va ad abitare dalla perfida matrigna Encarna, seconda moglie del padre, che la sottopone a una vita di angherie. Il padre segretamente indirizza la ragazza verso il mondo della corrida, ma viene ucciso dalla moglie, che fa anche portar via Carmen, affinché venga a sua volta uccisa.
La ragazza, abbandonata dal suo carnefice - convinto che sia affogata - nel letto di un fiume, viene salvata da una compagnia di nani girovaghi, che la curano e la iniziano al mondo delle arene. La ragazza, con il nome di Blancanieves, diventa una famosa torera, e un giorno visita nuovamente Siviglia, dove trionfa nell'arena che aveva visto l'incidente del padre. Ma anche la perfida matrigna si è recato all'arena, dove la attende e tenta - riuscendovi - di farle mangiare una mela avvelenata. La ragazza muore, ma i nani smascherano Encarna, contro la quale scatenano un toro.

## Curiosità
Al decimo minuto, durante la fase finale della corrida in cui Antonio Villalta rimane paralizzato, è inserito un singolo fotogramma riproducente un teschio, così come anche nella scena in cui viene mostrata la mela avvelenata.

## Produzione
Il regista ha dichiarato: «Ho visto Rapacità di Erich von Stroheim con un'orchestra sinfonica dal vivo e mi ha creato sensazioni uniche. Ho voluto ricrearle per il pubblico e per questo sono tornato alle grandi produzioni anni '20».
La produzione del film è stata tutt'altro che facile, causa i rigidi meccanismi di produzione spagnoli, e il regista ha dovuto avvalersi di finanziamenti della compagnia francese Noodles Production.

## Distribuzione
Distribuito nei cinema spagnoli da Wanda Vision, viene accompagnato in alcuni teatri con l'accompagnamento di orchestra e cantante dal vivo. L'anteprima mondiale è avvenuta a Toronto al Toronto International Film Festival. In Italia il film è giunto direttamente nel mercato direct-to-video nel 2015.

## Riconoscimenti
Il 1º ottobre 2012 nel 60º Festival internazionale del cinema di San Sebastián viene assegnato al film il premio Speciale della Giuria, e la Conchiglia d'argento alla migliore attrice a Macarena García. Ha rappresentato la Spagna nell'85ª edizione della cerimonia degli Oscar per il miglior film straniero, ma non è rientrato nella cinquina finale.
Ha ottenuto 18 nomination per l'edizione 2013 del Premio Goya, il principale riconoscimento cinematografico spagnolo, vincendo 10 premi, fra i quali miglior attrice e miglior attrice rivelazione.
- 2013 - Premio Goya
  - Miglior film
  - Migliore attrice protagonista a Maribel Verdú
  - Migliore attrice rivelazione a Macarena García
  - Migliore sceneggiatura originale a Pablo Berger
  - Miglior fotografia a Kiko de la Rica
  - Miglior colonna sonora a Alfonso de Villalonga
  - Miglior canzone (No te puedo encontrar) di Pablo Berger e Juan Gómez
  - Miglior scenografia a Alain Bainée
  - Miglior costumi a Paco Delgado
  - Miglior trucco e acconciatura a Sylvie Imbert e Fermín Galán
  - Nomination Miglior regista a Pablo Berger
  - Nomination Migliore attore protagonista a Daniel Giménez Cacho
  - Nomination Migliore attore non protagonista a Josep Maria Pou
  - Nomination Migliore attrice non protagonista a Ángela Molina
  - Nomination Miglior attore rivelazione a Emilio Gavira
  - Nomination Migliore produzione a Josep Amorós
  - Nomination Miglior montaggio a Fernando Franco
  - Nomination Migliori effetti speciali a Reyes Abades, Ferrán Piquer
- 2014 - Saturn Award
  - Nomination Miglior film indipendente